# Герб Александровск-Сахалинского района
Герб городского округа «Алекса́ндровск-Сахали́нский район» Сахалинской области Российской Федерации — опознавательно-правовой знак, служащий официальным символом муниципального образования.

## Описание и обоснование символики
Геральдическое описание (блазон) гласит:
В лазоревом поле серебряный безант, поверх которого три чешуйчатых нитевидных пояса, серебряных в лазури и лазоревых в серебре, и поверх всего — три отвлечённых чёрных скалы, одна позади другой, правая впереди и выше всех, левая позади и ниже всех; все сопровождено во главе — серебряным вензелем Императора Александра II, в оконечности — разорванной пополам серебряной цепью с кандалами.
Первый герб, утверждённый решением № 19 собрания городского округа Александровск-Сахалинский район от 28 марта 2007 года, имел следующий вид:
«Герб выполнен на геральдическом щите так называемой французской формы. Лазоревое поле щита наделено белой каймой, а также белой линией, такой же ширины, которая делит его на две части.
В нижней части герба расположен вензель Александра II, в честь которого и был заложен, назван, в 60-х годах XIX века пост Александровский, впоследствии, ставший городом Александровск-Сахалинский. Кандалы свидетельствуют, что поселение было административным центром Сахалинской каторги в период с 1869 по 1906 годы. А разрыв в цепях символизирует победу в борьбе за свободу.
В центральной части гербового поля находится композиция из следующих частей: самый узнаваемый в Сахалинской области природный памятник — скалы Три брата, на фоне солнечного диска, как символ надежности, незыблемости традиций, всего того, что практически вечно во времени. Символ того, что было вчера, есть сегодня и будет завтра. Солнце символизирует истину и изобилие, в том числе изобилие природных ресурсов района.
И завершает, как в буквальном, так и в переносном смысле этого слова, композицию — чайка. Белоснежная птица чистоты помыслов и надежды, деталь, подчеркивающая морскую тематику герба. Чайка напоминает о творчестве А. П. Чехова, который посещал город.
Лаконичность цветовой палитры подчеркивает формы и линии герба, выполненного в нарочито упрощенном стиле присущем геральдике.
Основные цвета использованные в гербе и их толкование в геральдике: Белый (серебряный)- чистота, невинность, мудрость, радость. Черный: постоянство, скромность, мир, покой.
Голубой (лазоревый) — слава, честь, верность, искренность (RGB −0\147\221).»
Позже, Решением Собрания ГО «Александровск-Сахалинский район» от 12 апреля 2010 года № 16, герб был изменён: вензель Императора Александра II был перенесён из основания в главу герба вместо чайки и из герба была убрана белая кайма, разделяющая щит на две части.
Автор обоих вариантов герба — Олег Борисович Бренцан.
Герб не внесён в Государственный геральдический регистр Российской Федерации.